# Mundialito
De Copa de Oro de Campeones Mundiales, ook wel Mundialito (Mini-WK voetbal) genaamd, werd gehouden van 30 december 1980 tot 10 januari 1981 in Montevideo (Uruguay).
Het toernooi werd georganiseerd ter gelegenheid van het 50-jarig bestaan van het Wereldkampioenschap voetbal. Alle wereldkampioenen voetbal waren uitgenodigd maar toen wereldkampioen Engeland van 1966 afzegde, werd Nederland als verliezend finalist tijdens de laatste twee WK's toegelaten tot dit mini-WK.

## Deelnemers
- Argentinië — Wereldkampioen 1978
- Brazilië — Wereldkampioen 1958, 1962, 1970
- Nederland — Verliezend finalist 1974, 1978
- Italië — Wereldkampioen 1934, 1938
- Uruguay — Wereldkampioen 1930, 1950
- West-Duitsland — Wereldkampioen 1954, 1974

## Resultaten
De zes teams werden verdeeld in twee groepen van drie teams. De beide groepswinnaars speelden de finale.

### Groep A
| Land      | Wed | Win | Gel | Ver | DV | DT | +/− | Pnt |
| --------- | --- | --- | --- | --- | -- | -- | --- | --- |
| Uruguay   | 2   | 2   | 0   | 0   | 4  | 0  | +4  | 4   |
| Italië    | 2   | 0   | 1   | 1   | 1  | 3  | −2  | 1   |
| Nederland | 2   | 0   | 1   | 1   | 1  | 3  | −2  | 1   |

|                  |                         |       |           |                                                                                  |
| 30 december 1980 | Uruguay                 | 2 – 0 | Nederland | Estadio Centenario, Montevideo Toeschouwers: 65.000 Scheidsrechter: Enrique Labó |
| 30 december 1980 | Ramos 31' Victorino 45' |       |           | Estadio Centenario, Montevideo Toeschouwers: 65.000 Scheidsrechter: Enrique Labó |

|                |                           |       |        |                                                                                     |
| 3 januari 1981 | Uruguay                   | 2 – 0 | Italië | Estadio Centenario, Montevideo Toeschouwers: 55.000 Scheidsrechter: Emilio Guruceta |
| 3 januari 1981 | Morales 21' Victorino 56' |       |        | Estadio Centenario, Montevideo Toeschouwers: 55.000 Scheidsrechter: Emilio Guruceta |

|                |              |       |            |                                                                                  |
| 6 januari 1981 | Italië       | 1 – 1 | Nederland  | Estadio Centenario, Montevideo Toeschouwers: 15.000 Scheidsrechter: Franz Wöhrer |
| 6 januari 1981 | Ancelotti 7' |       | 15' Peters | Estadio Centenario, Montevideo Toeschouwers: 15.000 Scheidsrechter: Franz Wöhrer |

### Groep B
| Land           | Wed | Win | Gel | Ver | DV | DT | +/− | Pnt |
| -------------- | --- | --- | --- | --- | -- | -- | --- | --- |
| Brazilië       | 2   | 1   | 1   | 0   | 5  | 2  | +3  | 3   |
| Argentinië     | 2   | 1   | 1   | 0   | 3  | 2  | +1  | 3   |
| West-Duitsland | 2   | 0   | 0   | 2   | 2  | 6  | −4  | 0   |

|                 |                           |       |                |                                                                                           |
| 1 januari, 1981 | Argentinië                | 2 – 1 | West-Duitsland | Estadio Centenario, Montevideo Toeschouwers: 60.000 Scheidsrechter: Augusto Lamo Castilla |
| 1 januari, 1981 | Kaltz 84' (e.d.) Díaz 88' |       | 41' Hrubesch   | Estadio Centenario, Montevideo Toeschouwers: 60.000 Scheidsrechter: Augusto Lamo Castilla |

|                |              |       |              |                                                                                    |
| 4 januari 1981 | Brazilië     | 1 – 1 | Argentinië   | Estadio Centenario, Montevideo Toeschouwers: 60.000 Scheidsrechter: Erich Linemayr |
| 4 januari 1981 | Edevaldo 47' |       | 30' Maradona | Estadio Centenario, Montevideo Toeschouwers: 60.000 Scheidsrechter: Erich Linemayr |

|                |                                                          |       |                |                                                                                   |
| 7 januari 1981 | Brazilië                                                 | 4 – 1 | West-Duitsland | Estadio Centenario, Montevideo Toeschouwers: 50.000 Scheidsrechter: Juan Silvagno |
| 7 januari 1981 | Júnior 56' Toninho Cerezo 61' Serginho 76' Zé Sérgio 82' |       | 54' Allofs     | Estadio Centenario, Montevideo Toeschouwers: 50.000 Scheidsrechter: Juan Silvagno |

### Finale
|                 |                           |       |                     |                                                                                    |
| 10 januari 1981 | Uruguay                   | 2 – 1 | Brazilië            | Estadio Centenario, Montevideo Toeschouwers: 71.250 Scheidsrechter: Erich Linemayr |
| 10 januari 1981 | Barrios 50' Victorino 80' |       | 62' (pen.) Sócrates | Estadio Centenario, Montevideo Toeschouwers: 71.250 Scheidsrechter: Erich Linemayr |